# Maurer-Cartan-Form
Die Maurer-Cartan-Form ist eine in Differentialgeometrie und Mathematischer Physik häufig verwendete Lie-Algebra-wertige Differentialform auf Lie-Gruppen. Sie ist benannt nach dem deutschen Mathematiker und Hochschullehrer Ludwig Maurer und dem französischen Mathematiker Élie Cartan.

## Definition
Sei {\displaystyle G} eine Lie-Gruppe, {\displaystyle {\mathfrak {g}}=T_{e}G} ihre Lie-Algebra. Für {\displaystyle g\in G} induziert die Links-Multiplikation
{\displaystyle L_{g^{-1}}:G\rightarrow G}
{\displaystyle L_{g^{-1}}(h):=g^{-1}h}
das Differential 
{\displaystyle (DL_{g^{-1}})_{g}:T_{g}G\rightarrow T_{e}G={\mathfrak {g}}}.
Die Maurer-Cartan-Form {\displaystyle \omega \in \Omega ^{1}(G,{\mathfrak {g}})} ist definiert durch
{\displaystyle \omega (v):=(DL_{g^{-1}})_{g}(v)}
für {\displaystyle v\in T_{g}G,g\in G}.

## Maurer-Cartan-Gleichung
Die Maurer-Cartan-Form erfüllt die Gleichung
{\displaystyle d\omega +{\frac {1}{2}}\left[\omega ,\omega \right]=0}.
Hierbei ist der Kommutator Lie-algebra-wertiger Differentialformen durch
{\displaystyle [\omega \wedge \eta ](v_{1},v_{2})=[\omega (v_{1}),\eta (v_{2})]-[\omega (v_{2}),\eta (v_{1})]}
und die äußere Ableitung {\displaystyle d\omega } durch
{\displaystyle d\omega (X,Y)=X(\omega (Y))-Y(\omega (X))-\omega ([X,Y])}
definiert.